# カラノス (バラモン僧)

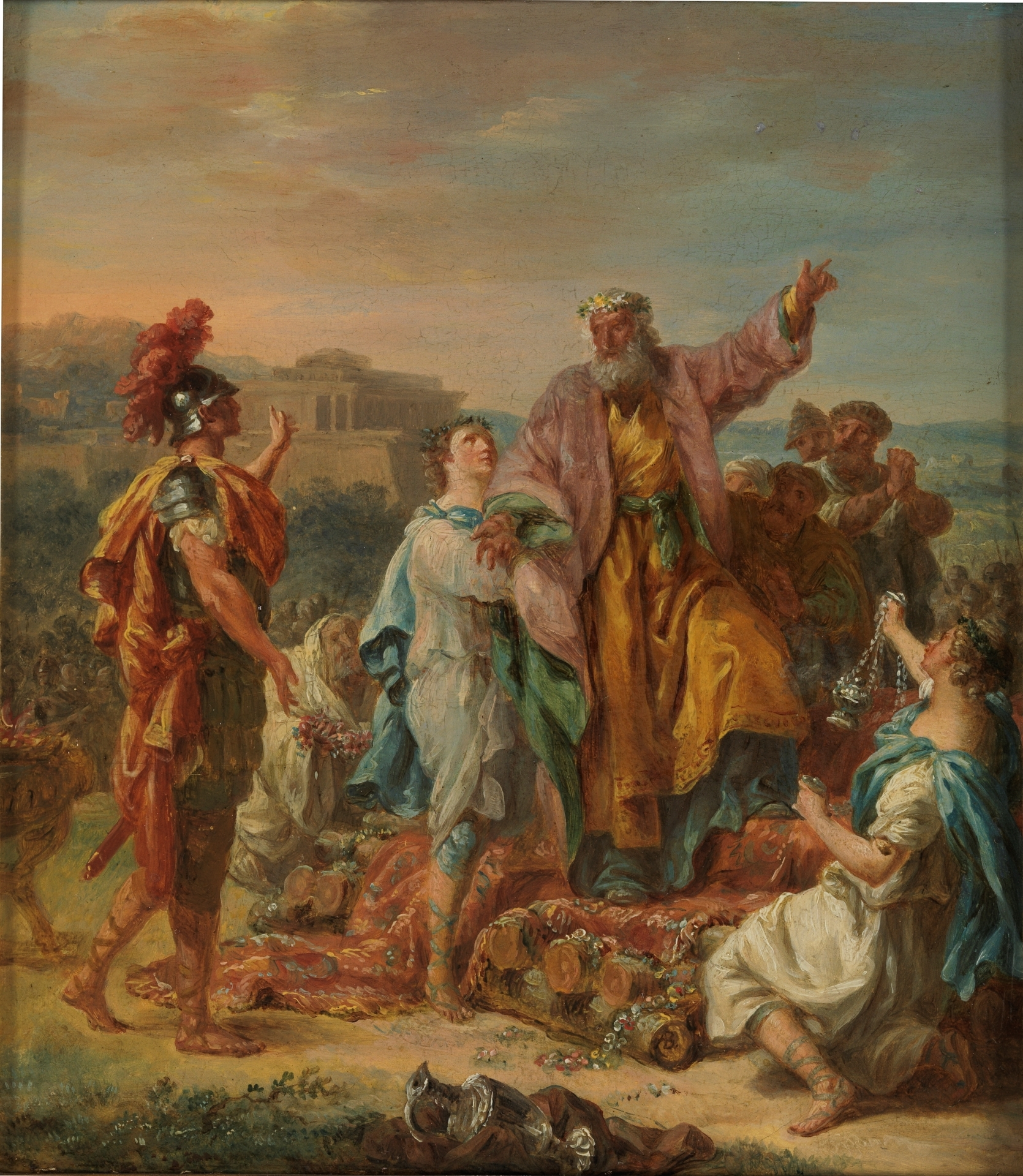
カラノスの死

カラノス（ギリシア語: Καλανὸς、ラテン文字転記：Calanos、紀元前396年-紀元前323年）は、紀元前4世紀のインドのバラモン僧・哲学者である。
カラノスの本名はスピネス（希: Σφίνης）だったが、出会った人にギリシア語で「カイレ」（御機嫌よう）と言う代わりにインドの言葉で「カレ」と挨拶したためにギリシア人によってカラノスと呼ばれたという。アレクサンドロス3世はタクシラに着いた時、インドの「裸の哲学者たち」のうち誰かを自分の軍に同行させたいと思った。他の者は拒否したが、カラノスだけが説得の結果同行することになった。「メガステネスの記すところではこのカラノスは、わけても自制心を欠くとされており、仲間の哲学者たちも彼が、自分らといっしょにいることの幸福を見捨て、神ならぬ別の主人に仕えることにしたとして、カラノスを誹ったという」。カラノスはペルシスに入った時に衰弱してきたが、病人として養生せず、むしろ何らかの病にかからないうちに自ら命を絶とうと考えた。彼はアレクサンドロスの協力を得て火葬堆を立て、リュシマコスに馬を譲るなど形見を弟子たちに分けた後、生きたまま火葬された。その時カラノスは73歳だったという。アレクサンドロスはカラノスを讃えて音楽と馬術、体育の競技祭と酒飲みコンテストを開催した。また、カラノスはアレクサンドロスに、各地を長く放浪するのではなく、支配の真ん中を押さえるべきだという支配のモデルを示したとも言われる。

## 註
1. ↑  プラークリット: कल्लाण kallāṇa か
2. 1 2  プルタルコス, 「アレクサンドロス」, 65
3. ↑  アッリアノス, VII. 2
4. ↑  アッリアノス, VII. 3
5. ↑  ストラボン, XV. 1. 4
6. ↑  ディオドロス, XVII. 107
7. ↑  アイリアノス, II. 41
8. ↑  アテナイオス, X. 437a